# Seiran Kobayashi
Seiran Kobayashi (小林 星蘭 Kobayashi Seiran?,  Tokio, Japón, 25 de septiembre de 2004) es una actriz infantil japonesa, afiliada a Theatre Academy.

## Biografía
Kobayashi nació el 25 de septiembre de 2004 en la ciudad de Tokio, Japón. Apareció por primera vez en televisión en un comercial de Calpis en 2009, y posteriormente ganó popularidad como actriz infantil en series de drama japonesas como Yōkame no Semi y Natsu no Koi wa Nijiiro ni Kagayaku en 2010, así como también Wataru Seken wa Oni Bakari y Namae o Nakushita Megami en 2011.

## Filmografía

### Películas
- Kimi ga Odoru, Natsu (2010)[1]
- Spotlight (2012)[2]
- The Peanuts Movie (2015), Sally Brown (doblaje japonés)[3]

### Televisión
- Samayoi Zakura (Fuji TV, 2009)
- Challenged (NHK, 2009)
- Sotsu Uta (Fuji TV, 2010)
- Yōkame no Semi (NHK, 2010)[1]
- Rikon Syndrome (NTV, 2010)
- Natsu no Koi wa Nijiiro ni Kagayaku (Fuji TV, 2010)[1]
- Asu mo Mata Ikite Ikō (TBS, 2010)
- Control: Hanzai Shinri Sōsa (Fuji TV, 2011)
- Wataru Seken wa Oni Bakari (TBS, 2011)[1]
- Namae o Nakushita Megami (Fuji TV, 2011)[1]
- Mi o Tsukushi Ryōrichō (TV Asahi, 2012)
- Ikkyu-san (Fuji TV, 2012), como Sayo
- Paji (TV Tokyo, 2013), as Momo
- Ikkyu-san 2 (Fuji TV, 2013)
- Gekiryu: Watashi wo Oboete Imasuka? (NHK, 2013)
- Space Dandy (Tokyo MX, 2014) – Erssime (voz)
- Peter no Soretsu (TBS, 2014) – Momoko Sugimura
- Shuriken Sentai Ninninger (TV Asahi, 2015) – Elena
- My Hero Academia (TOHO Animation) - Eri (voz)

## Doblaje japonés
- El rey león (2019) - voz de Nala cachorra